# Château de Messey-sur-Grosne
Le château de Messey-sur-Grosne est situé sur la commune de Messey-sur-Grosne en Saône-et-Loire, dans le village, en bordure de la petite rivière de la Goutteuse, affluent de la Grosne, et en face de l'église du village.

## Description
Ce petit château du XVe siècle, bâti en brique, n'a pas subi de restauration. Il comportait encore, au XVIIIe siècle, une enceinte rectangulaire cantonnée de quatre tours. Il n'en reste qu'un corps de logis entre deux grosses tours carrées coiffées de hautes toitures en pavillon. La plus grosse des deux tours est percée d'élégantes fenêtres à croisillons. Certaines baies ont conservé des grillages en fer forgé du Moyen Âge.
À l'intérieur, subsiste une belle cheminée gothique à colonnes jumelées.
Des communs en appareil à pans de bois et une petite tour ronde complètent cet ensemble.
Le château est une propriété privée. La visite n'est pas autorisée.
Le château de Messey fait l’objet d’une inscription au titre des monuments historiques depuis le 9 décembre 1946.

## Historique
Le château est peut-être, du temps des ducs de Bourgogne issus de la maison de Valois, un rendez-vous de chasse à proximité de la forêt de La Ferté. La Goutteuse, qui en alimente les douves, forme la limite entre Chalonnais et Mâconnais, mais le château, bien que situé sur la rive mâconnaise, est considéré comme une enclave du Chalonnais.
- à partir du XIIIe siècle : propriété de la famille de Messey
- 1555 : Jean de Torcy épouse l'héritière des Messey
- du XVIe siècle au XVIIIe siècle : se succèdent les familles de Lévis, Clermont-Montoison et Bataille de Mandelot
- 1739 : Louise de Lévis-Montbrun est inhumée dans la chapelle
- 1766 : la chapelle est détruite, peut-être pour utiliser ses pierres à la construction d'un pont sur la Goutteuse
- 1789 : le château est pillé par les brigands du Mâconnais
- XIXe siècle : une famille exploite les terres
- XXe siècle : les descendants de la famille précédente résident toujours au château, qui est la propriété de M. Perroche et de Mme Thévenot
- XXIe siècle : en 2006 et 2008 les deux parties du château ont été rachetées, et sont actuellement en restauration.

### Armoiries

Le blason de la maison de Lévis.

- Lévis : D'or à trois chevrons de sable
- Clermont-Montoison : De gueules, à deux clés d'argent, posées en sautoir, accompagnées en chef d'un losange du même.
- Bataille de Mandelot : D'argent à trois flammes de gueules, mouvantes de la pointe de l'écu.